# ویژه نیمه‌شب
ویژه نیمه‌شب (به انگلیسی: Midnight Special) یک فیلم علمی–تخیلی درام آمریکایی به نویسندگی و کارگردانی جف نیکولز است. در این فیلم بازیگرانی همچون مایکل شنون، جوئل اجرتون، کیرستن دانست، آدام درایور، جیدن مارتل و سم شپرد ایفای نقش کرده‌اند. ویژه نیمه‌شب در تاریخ ۱۸ مارس ۲۰۱۶ توسط وارنر برادرز به نمایش درآمد.

## داستان
روی تاملین که عضو یک گروه مذهبی افراطی است پسرش التون را که دارای قدرت‌های فوق بشری خاصی است می‌رباید و فراری می‌شود. این در حالی است رهبر گروه معتقد است التون موعد آخرالزمان را پیش‌بینی کرده و فقط در کنار او می‌شود در امان ماند. در این مسیر فقط لوکاس که دوست بچگی روی می‌باشد او را کمک می‌کند. هم‌زمان اف‌بی‌آی و ان‌اس‌ای که از قدرت‌های آلتون با خبر هستند از تمام قدرتشان برای پیدا کردن او استفاده می‌کنند. آلتون از پدرش خواسته تا او را در زمان مشخص به جایی معین ببرد در حالی که به نظر می‌رسد این مقصد دست نیافتنی باشد.

## تولید
جف نیکولز که سینما دوستان با فیلم تماشایی ماد او را می‌شناسند در سال ۲۰۱۴ با درکی که از پدر بودن بدست آورده بود فیلمنامه‌ای به نام ویژه نیمه شب نوشت و آنرا شخصاً کارگردانی و تدوین کرد. ویژه نیمه‌شب فیلمی هوشمندانه است که می‌خواهد نزاع کهن بین دین و علم در غرب را سامان جدیدی ببخشد. فیلم مورد تحسین منتقدان قرار گرفت ولی در زمینه فروش گیشه اکرانی ناموفق را پشت سر گذاشت و تنها ۷ میلیون دلار فروخت که با توجه به بودجه ۱۸ میلیون دلاری آن یک شکست محسوب می‌شود.